# Torment (romanzo)
Torment è un romanzo della scrittrice statunitense Lauren Kate; è il secondo capitolo della saga di genere fantastico  Fallen, creata dall'autrice americana. È uscito negli Stati Uniti il 2 settembre 2010, e in Italia il 17 novembre dello stesso anno.
Il libro è stato tradotto in francese, cinese, catalano, turco, italiano e numerose altre lingue.

## Trama
Nel prologo ci viene spiegato che Daniel e Cam hanno stipulato una tregua provvisoriamente. Il tempo previsto per questa tregua è di diciotto giorni durante i quali, i due ragazzi, hanno intenzione di dare la caccia agli Esclusi, esseri né demoni né angeli, che stanno cercando Luce.
Nel frattempo, Daniel accompagna Luce in California dove l'ha iscritta alla Shoreline, una scuola di Nephilim (esseri nati dall'unione di un angelo e di un mortale). Alla Shoreline, Luce fa la conoscenza di Shelby (la sua facilmente irascibile compagna di stanza, amante dello yoga), di Miles (un ragazzo gentile ed educato con la passione per il football), di Dawn (una ragazza che le assomiglia molto), di Jasmine, di Francesca (angelo e professoressa della scuola) e di Steven (demone, professore della scuola e, inoltre, amante di Francesca). 
Luce riesce ad integrarsi nella normale routine della scuola, ma quando Steven e Francesca, ad una loro lezione, cominciano a parlare degli Annunziatori (le ombre che perseguitano Luce) e dei modi in cui usarli, la ragazza decide da subito di voler mettere in pratica le parole dei due insegnanti, ignorando gli avvertimenti di questi ultimi.
In seguito a una serie di diverbi con Daniel, nati dalla continua lontananza di lui e dal fatto che egli si ostini a non volerle dire tutta la verità, sostenendo di proteggerla, in Luce sorgono delle incertezze circa la loro storia d'amore.
Nel frattempo, Luce riceve l'aiuto di Shelby con gli Annunziatori e, guardando attraverso di essi, grazie all'estrema attenzione di Shelby per i dettagli, Luce si rende conto delle sofferenze patite da tutte le famiglie che l'hanno "ospitata". Alla faccenda si aggiunge anche Miles che, dopo aver sottratto un libro a Steven, mostra alle ragazze in che modo far diventare gli Annunziatori dei portali. Grazie a ciò, Luce tenta di conoscere una ragazza, Vera, che in una delle sue vite precedenti era stata sua sorella maggiore. Le cose però degenerano, fortunatamente Arriane salva la situazione. Grazie ad Arriane, Luce viene anche a conoscenza della faccenda degli Esclusi di cui si stanno occupando Cam e Daniel e della tregua tra i due.
È arrivato il giorno del Ringraziamento e Luce riesce a tornare a casa sua, in Georgia, senza far sospettare nulla ai suoi genitori riguardo al fatto che non si trova più alla Sword & Cross. La giornata, da essere un pranzo tranquillo con solamente Luce, i suoi genitori, Shelby, Miles e Callie, migliore amica di Luce alla scuola Dover, ben presto si trasforma in un grande pranzo a cui si aggiungono Daniel, Arriane, Gabbe, Cam, Molly e Roland. Quando i genitori di Luce vanno a fare una passeggiata pomeridiana per portare a spasso il cane, la casa viene attaccata dagli Esclusi e, dopo una furiosa lotta, Luce "revisiona" le sue concezioni riguardo a bene e male ed attraversa un Annunziatore per scoprire di più sul suo passato.
Daniel decide di seguirla per ritrovarla e salvarla. Come ha sempre fatto.

## Nuovi Personaggi
- Shelby

Una Nephilim con un pessimo carattere e una passione per lo yoga e feste hippie. Lei è la compagna di stanza di Luce e inizialmente è molto scontrosa con la nuova arrivata a causa di Daniel. Tempo prima a lei piaceva l'angelo anche se lui non ha mai ricambiato il sentimento. Quando le due ragazze entrano più confidenza l'una con l'altra diventano grandi amiche, e aiuterà Luce a vedere le sue vite passate attraverso gli Annunziatori e a ritrovare le sue famiglie passate anche grazie alla sua incredibile capacità di memorizzare i dettagli. Purtroppo il suo ex fidanzato Phil, si rivela essere il capo degli Esclusi.
- Miles

Un Nephilim molto gentile ed educato con la passione per il football. Aiuta Luce nella ricerca delle sue vite passate e scopre come usare gli Annunziatori per creare dei portali. Diventa il suo migliore amico e si innamora di lei. Anche a Luce dopo un po' di tempo inizia a piacere Miles e questo diventa uno dei motivi per cui Luce e Daniel litigano. Alla fine del libro, quando gli Esclusi vogliono portare via Luce, Miles crea una copia di Lucinda usando il suo potere di Nephilim e dando così una prova a Luce del suo amore, perché come disse lui al loro primo incontro: "Puoi riflettere l'immagine esatta di te stesso o di altri?" "...dicono che sia facile con le persone a cui, come dire, tieni."
- Francesca

L'angelo più bello e vicino a Gabbe. Dirige la Shoreline School insieme a Steven, il suo amato demone. Come Gabbe è bellissima e dai modi gentili, ma come Daniel vuole tenerla al sicuro quasi confinandola.
- Steven

Un demone affascinante e gentile che farà ricredere Luce sui suoi pregiudizi sui demoni. Dirige la scuola insieme a Francesca e ha una relazione con lei. Insegna a Luce come ascoltare attraverso gli Annunziatori tenendo all'oscuro Francesca, molto contrariata su questo fatto.
- Dawn

Una Nephilim con un entusiasmo irrefrenabile e una grande somiglianza con Lucinda. A causa di questa somiglianza Dawn viene rapita dagli Esclusi. È la migliore amica di Jasmine e una specie di groupie di Luce.
- Jasmine

Una Nephilim con una straordinaria bellezza umana. È la migliore amica di Dawn e organizzatrice di gite nella scuola. È più tranquilla di Dawn, ma anche lei è perennemente felice e sorridente.
- Lilith

La nuova nemica Nephilim di Luce dalla criniera di capelli rossi come il fuoco e la lingua tagliente come una lama. È molto altezzosa e assomiglia un po' a Molly nel suo modo di far fare a Luce figuracce. Nel terzo libro si scoprirà che, a causa di una maledizione, serba rancore ad un demone.
- Phil

È l'ex fidanzato di Shelby; caratterizzato da capelli biondissimi e da occhi con iride così chiara da sembrare quasi bianca; si rivelerà essere un Escluso, uno degli angeli accecati da Dio perché non sono stati in grado di scegliere subito tra Paradiso ed Inferno. Alla fine del libro, assieme agli altri Esclusi, cerca di rapire Lucinda perché convinto che lei sia il "prezzo" per avere il perdono di Dio.

## Edizioni in italiano
- Lauren Kate, Torment, traduzione di Serena Daniele, Milano: Rizzoli, 2010
- Lauren Kate, Torment, traduzione di Serena Daniele, Milano: BUR, 2011
- Lauren Kate, Torment, traduzione di Serena Daniele, Milano: SuperPocket, 2012
- Lauren Kate, Fallen: la serie, Milano: BUR Rizzoli, 2023